# Джокер (графический роман)
Joker (рус. Джокер) — графический роман, написанный Брайаном Азарелло и проиллюстрированный Ли Бермехо. Он был опубликован в 2008 году DC Comics. Сюжет комикса основан на Джокере, одном из основных персонажей серий комиксов о супергерое Бэтмене, и фокусируется, в основном, на нём. Действие комикса происходит в альтернативной реальности с атмосферой нуара, повествование ведётся от лица одного из помощников Джокера.

## История публикаций
Аззарелло и Бермехо раньше работали над подобным сюжетом, когда создавали комикс «Lex Luthor: Man of Steel», и «Joker» вырос из дискуссии об окончании проекта и получил зелёный свет от редактора DC Дэна ДиДио на следующий день. Изначальный план был отразить связь между комиксами, назвав комикс Joker: The Dark Knight, но это бы выглядело слишком схожим с названием фильма «The Dark Knight», поэтому название было сокращено. Когда писателя спросили, предпочитает ли он писать о злодеях, он ответил «Я один из них. [смеётся] Я не отношусь к героям. Человек, просто пытаюсь держать вас внизу!»
Джокер кисти Бермехо очень похож на Джокера из «Тёмного рыцаря». Бермехо сделал аналогичный рисунок в качестве подарка для сайта Batman-On-Film, непосредственно к выходу фильма.

## Сюжет
Джонни Фрост, мелкий вор, послан в клинику «Аркхэм», чтобы забрать Джокера. Джокеру понравился Фрост, и он выбрал его своим шофёром. Фрост отвозит Джокера в логово Убийцы Крока. Втроём они идут в стрипбар «Grin and Bara It», владельцем которого ранее был Джокер. С помощью Харли Квинн Джокер убивает нового владельца и спрашивает у шокированной публики, помогут ли они вернуть ему его город.
Следующим утром Джокер грабит банк и уговаривает Пингвина (к которому Джокер презрительно обращается «Абнер» вместо канонического Освальд) инвестировать украденные деньги.
Джокер открывает охоту на людей, укравших его деньги, землю и извращённое подобие репутации. Информированный Пингвином, Харви Дент, босс преступности с раздвоением личности, избегает общения с ним, вследствие чего Джокер разбивает телефон, убивает одного из громил Крока и поджигает бар «Grin and Bara It».
Тем временем Фроста похищает Харви Дент, с целью предупредить его, что Джокер убьёт его рано или поздно. Обдумывая ситуацию, Фрост опаздывает на встречу Джокера с Загадочником, оружейным продавцом. Они обмениваются чемоданами, и Джокер уезжает. Будучи на дороге, машина Джокера была обстреляна полицейскими, нанятыми Дентом, и в ходе схватки Фрост спасает жизнь Джокеру.
Джокер объявляет войну Денту, вынуждая его к встрече. На неё Джокер приносит чемодан, полученный от Загадочника. Джокер говорит, что узнал о наличии у Дента двух жён, и угрожает ему содержимым чемодана. Встреча превращается в перестрелку, и Джокер убивает людей Дента.
После помощи Фросту в получении его бывшей жены у Дента, Джокер её насилует. Он говорит Фросту, что теперь они в расчёте, после того, как Фрост не рассказал ему о встрече с Дентом. Позже, Харви рисует мышь на прожекторе и умоляет Бэтмена остановить Джокера. Когда Джокер и Фрост возвращаются в апартаменты, снятые ранее, они находят разбитое окно и бегут в логово Крока. Однако Бэтмен их опередил и вся банда уже повязана.
В последней попытке сбежать, Джокер и Фрост бегут к расположенному неподалёку мосту. Там они встречают Бэтмена. Спровоцированный Бэтменом, Джокер простреливает Фросту горло. Пока Бэтмен и Джокер борются, Фрост вскарабкивается на поручень моста и падает.

## Критика
Графический роман получил в целом положительные оценки. IGN заявил что «Джокер Брайана Аззарелло и Ли Бермехо очень волнующая и нервная работа, литературное достижение, достойное встать рядом с «Убийственной Шуткой» Алана Мура, как одна из немногих успешных попыток заглянуть под поверхность психики Джокера." AICN отметил, что «история неотразима, особенно выворачивающее раскрытие карт в финале истории, и рисунок просто превосходен.»